# Gran Turismo 4
Gran Turismo 4 (яп. グランツーリスモ4 Гуран Цу:рисумо: Фо:, сокр. GT4) — видеоигра серии Gran Turismo в жанре автосимулятор, разработанная компанией Polyphony Digital и изданная Sony Computer Entertainment эксклюзивно для игровой консоли PlayStation 2. Была выпущена 28 декабря 2004 года в Японии, 22 февраля 2005 года в Северной Америке и 9 марта 2005 года в Европе. Входит в линейку «Greatest Hits». Специальная версия игры, Gran Turismo 4 Online test version, была выпущена в Японии в 2006 году ограниченным тиражом.
Как и предыдущие части серии, Gran Turismo 4 базируется на реалистичных гоночных состязаниях с представленным большим количеством лицензированных автомобилей от известных мировых производителей. Помимо этого, в игре был представлен новый игровой режим под названием «B-Spec», позволяющий непосредственно руководить процессом гоночных соревнований.
Gran Turismo 4 разрабатывалась под влиянием настоящего опыта вождения, и было воссоздано более реалистичное поведение автомобилей на трассе. Выход игры был задержан более чем на полтора года, онлайн-компонент был убран из финальной версии игры. Gran Turismo 4 получила положительные отзывы игровой прессы. Обозреватели хвалили графику, игровой процесс и физический движок, однако критиковали режим «B-Spec» и отсутствие онлайн-игры. В декабре 2009 года было продано 11 миллионов экземпляров игры.

## Игровой процесс
Как и в предыдущих играх, в Gran Turismo 4 присутствуют два главных режима — аркадный (англ. Arcade) и симулятор (англ. Simulation). В аркадном режиме игрок может свободно участвовать в гонках, соревноваться на время прохождения трека, играть по локальной сети с максимум 5 противниками. В режиме симулятора присутствует возможность зарабатывать игровые деньги, покупать, модернизировать и продавать свои машины, соревноваться в различных состязаниях. В начале карьеры игрок имеет в своём распоряжении 10 000 кредитов. Этого хватит только на приобретение подержанного авто 80-х или 90-х годов. Игроки, имеющие сохранение Gran Turismo 3, могут импортировать из него до 100 000 кредитов в профиль игрока в Gran Turismo 4, также как и лицензию класса А и В из сохранения Gran Turismo 4 Prologue.
Хотя многие гонки не имеют ограничений на лицензию, для продвижения «вверх» по карьерной лестнице игроку придётся сдать тесты на лицензию (права). Всего таких лицензий пять, в них включены: тесты на ускорение и торможение, прохождение череды сложных поворотов, а также участков игровых треков, слалом и так далее.

### Режимы

#### A-Spec и B-Spec

Машины Формулы GT на трассе Tokyo Route 246

В «A-Spec» игрок зарабатывает специальные очки, выигрывая обыкновенные гонки. Каждое гоночное состязание может принести максимум 200 очков A-Spec. В целом, за победу с использованием более слабой машины, чем у ИИ, дают больше баллов. Очки можно получить один раз, поэтому чтобы получить ещё несколько очков с уже пройденной гонки, игроку нужно использовать автомобиль с меньшим преимуществом, чем у искусственного интеллекта. Также существуют 34 миссии, победа в каждой принесёт игроку по 250 очков. Несмотря на это, «A-Spec» очки нельзя ни на что потратить — они служат лишь как индикатор мастерства игрока.
Новый режим «B-Spec» даёт возможность игрокам побывать на месте руководящего командой, который может задавать манеру вождения водителю, указывать, когда делать обгон или заезжать на пит-стоп (на экране есть индикаторы износа шин, уровня топлива и состояния моторного масла). В этом режиме можно ускорять время гонки в 3 раза, тем самым многочасовые соревнования можно закончить намного быстрее, чем в режиме «A-Spec». Игрок должен повторно включать 3х ускорение после каждого пит-стопа, так как время на нём сбрасывается в нормальный режим. В игровом руководстве говорится, что время можно ускорить в 5 раз, но это является опечаткой. В режиме «B-Spec» за каждую успешно выигранную гонку даются очки «B-Spec». Они увеличивают уровень мастерства и навыки ИИ водителей.

#### Миссии
Ещё одно нововведение — это водительские миссии, которые по своему принципу схожи с тестами на права.
За прохождение миссии дают 250 очков A-Spec и 1000 (или больше) кредитов. В каждой миссии игроку дают заранее определённую машину, участок трассы и оппонентов.
Всего есть 4 набора миссий: The Pass, в котором игрокам нужно обогнать противника на определённой дистанции; 3 Lap Battle, в котором задачей является обгон 5 соперников за промежуток в 3 круга трассы; Slipstream Battle, в котором игрок должен обогнать оппонента, используя технику драфтинга (слипстрим); 1 Lap Magic, в котором игрок начинает гонку с большим временным пенальти, против замедленных противников, и должен победить их за 1 круг. По завершении каждого набора миссий игрок получает призовой автомобиль. Всего таких авто 5.

#### Photo mode
В игру включён Photo Mode, который даёт возможность игрокам свободно управлять виртуальной камерой и делать фотографии автомобилей на трассах или в специальных местах, например Гранд-Каньон. Можно менять качество сжатия скриншотов (Normal/Fine/SuperFine) и разрешение (вплоть до 1280x960), получившуюся картинку можно либо сохранить, либо распечатать с помощью поддерживаемого USB принтера.

### Автомобили
Gran Turismo 4 продолжает идти по пути своих предшественников, включая в себя огромный выбор машин; PAL-версия, например, имеет в своём списке 721 машину от 80 производителей. Списки авто различаются в разных региональных версиях Gran Turismo 4, некоторые машины имеют разные названия — JDM Toyota Vitz, в Европе и в Пуэрто-Рико известна как Toyota Yaris. Многие модели автомобилей имеют множество модификаций: в игре есть 20 разных Subaru Impreza, 25 Mitsubishi Lancer и 48 Nissan Skyline, включая Nissan GT-R (Gran Turismo 4 стала первой игрой, в которой он был представлен). Последний можно выиграть, если получить серебро во всех гонках Интернациональной лицензии «А». Ещё один призовой Skyline (в виде машины безопасности) представлен в гоночном тесте на лицензию «Guide Lap». Каждый автомобиль содержит в себе более 4000 полигонов. Цены машин начинаются с 2500 Crt (подержанные Японские авто), и заканчиваются 4 500 000 Crt (топовые гоночные машины). Некоторые особые призовые автомобили не видны в демонстрационных комнатах, а некоторые не имеют дилеров, и в итоге не могут быть модифицированы, например Formula Gran Turismo (Формула 1).
Многие автомобили в Gran Turismo 4 впервые представлены в серии игр Gran Turismo. Появились пикапы, такие как Ford Lightning, Toyota Tacoma и Dodge Ram. Впервые в серии был представлен Delorean и авто с дизельным двигателем — BMW 120d. В то время как в Gran Turismo 2 присутствовал Renault Espace, оснащённый двигателем F1, в Gran Turismo 4 впервые в серии был представлен серийно производимый минивэн — Honda Odyssey (JDM version). Победитель ралли 1985, Mitsubishi Pajero Paris-Dakar rally car первого поколения, является первым SUV с гоночной модификацией (первым SUV в серии Gran Turismo был Subaru Forester, появившийся в Gran Turismo 2). У игры нет таких известных производителей как Ferrari, Lamborghini, Maserati и Porsche, но некоторые переработанные модели Porsche присутствуют в игре от Ruf Automobile.
В Gran Turismo 4 также представлены исторические машины, датированные 1886 годом — началом рассвета автомобилестроения. Для этих машин нужно покупать комплекты турбонаддува и закиси азота, чтобы иметь возможность состязаться с современными авто (к примеру, Daimler Motor Carriage в стандартной модификации имеет 1 л. с., в то время как Castrol Tom’s Supra имеет мощность в 464 л. с.).
Комик Джей Лено, большой коллекционер автомобилей, числится в игре как производитель; одна из его машин — Blastolene Special («Машина-танк») — включена в игру как призовое авто, которое можно получить, пройдя миссии 11-20. В Gran Turismo 4 остались все возможности тюнинга из предыдущих игр серии, но также появилась возможность добавлять вес автомобиля, что влияет на управляемость машины. Ещё одно нововведение — установка системы для впрыска закиси азота.

### Трассы
В игре представлена 51 трасса. Многие являются улучшенными версиями предыдущих треков из Gran Turismo. Также были добавлены известные треки, существующие в реальности: Нюрбургринг, Судзука, и Сарте (Ле Мана). Присутствуют и трассы, смоделированные по таким известным достопримечательностям, как Нью-Йоркский Таймс-сквер, Гонконг, Париж, и Лас Вегас Стрип. Трасса Гонконг располагается на площади Tsim Sha Tsui. Трек The Citta d’Aria проходит по настоящим дорогам в Ассизе (Италия).

## Разработка и выход игры

### Gran Turismo 4в роли симулятора
Серия игр Gran Turismo была создана на основе настоящего опыта вождения. От 500 до 700 параметров определяют физическую модель автомобиля. По словам разработчиков, они пригласили профессионального водителя для установки результата, используя одну и ту же машину на треке Нюрбургринг. Результат в Gran Turismo 4 отличался от такового в реальной жизни на 2 %.
В одной из передач программы ведущий Top Gear Джереми Кларксон провёл тест реального автомобиля против виртуального из Gran Turismo 4. В реальной жизни он проехал трассу Мазда Рэйсуэй Лагуна Сека, используя Honda NSX, за 1м:57с. В Gran Turismo 4 его результатом была 1м:41с. Кларксон сказал, что в настоящей машине торможение во время поворота может привести к потере контроля, а также заметил, что в игре он больше шёл на риск, чем в реальной жизни, и что в игре автомобиль не страдал от задержки торможения. Несмотря на эти расхождения, в колонке для газеты The Sunday Times Кларксон написал следующее о Gran Turismo 4:

Я позвонил Sony и попросил их прислать мне игровой чип, уже содержащий в себе 700 компьютерных машин. И я собирался протестировать все их заявления, потому что, в отличие от многих людей, я действительно водил практически все эти авто в реальной жизни.
Присутствуют ошибки. BMW M3 CSL, например, тормозит лучше на дороге, чем на экране. И Peugeot 106 никак не может обогнать Fiat Punto со старта. Но, помимо этого, я удивлен: они смогли точно передать разницу между Mercedes SL 600 и Mercedes SL 55, которую очень тяжело выявить в реальной жизни.
Вот так и обстоят дела. Игра будет ещё реальней, только если большой обломок будет вылетать из экрана и протыкать вашу голову каждый раз, когда вы попадаете в аварию. Вообще-то это единственный минус: то, что вы можете ударяться о парапеты, даже не повреждая машину. Может быть, они припасли это для GT5. Наверное, они дадут ей подзаголовок «Смерть или Слава».
Оригинальный текст (англ.)I called Sony and asked it to send me a game chip already loaded with the 700 computer cars. And I am in a position to test out its claims because, unlike most people, I really have driven almost all of them in real life.

There are mistakes. The BMW M3 CSL, for instance, brakes much better on the road than it does on the screen. And there’s no way a Peugeot 106 could outdrag a Fiat Punto off the line. But other than this, I’m struggling: they’ve even managed to accurately reflect the differences between a Mercedes SL 600 and the Mercedes SL 55, which is hard enough to do in real life.
There’s more, too. If you take a banked curve in the Bentley Le Mans car flat out, you’ll be fine. If you back off, even a little bit, you lose the aerodynamic grip and end up spinning.
That’s how it is. This game would only be more real if a big spike shot out of the screen and skewered your head every time you crashed. In fact that’s the only real drawback: that you can hit the barriers hard without ever damaging you or your car. Maybe they’re saving that for GT5. Perhaps it’ll be called Death or Glory.

— 
Карл Брауэр с сайта Edmunds.com произвёл схожий тест, тоже на Мазда Рэйсуэй Лагуна Сека. Он пригласил двух других людей — профессионального гонщика Эй-Джея Олмендингера, и игрового редактора IGN, Джастина Кахлера. Втроём они ездили на реальных машинах и соответствующих треках в Gran Turismo 4. Лучшее время Брауэра на Ford GT, в игре, было 1:38, а в реальной жизни 1:52.
На всех четырёх машинах, которые протестировало трио, никто не смог продублировать свои игровые результаты на реальном треке. Брауэр предположил:

Самая большая разница между реальностью и виртуальностью — последствия. Ошибка в Gran Turismo 4 ничего мне не стоит, кроме плохого результата. Ошибка на настоящей экзотической машине, на реальной трассе… стоит намного дороже.
Другая главная разница между виртуальной гонкой и настоящей — это чувство автомобиля — или практическое отсутствие такового. Да, обратная отдача от руля хорошо дает понять, что ты съехал с трассы, но ничто из этого не приближается и близко к той информации, которую ты получаешь от вождения настоящей машины. А в таких авто, как Ford GT это достаточно важная информация.
Оригинальный текст (англ.)Which brings up the single biggest difference between reality and virtual reality — consequences. A mistake on Gran Turismo 4 costs me nothing more than a bad lap time. A mistake with a real exotic car on a real racetrack is... a bit more costly.

The other major difference between virtual racing and the real thing is feedback from the car — or an almost total lack thereof. Yes, the force feedback steering wheel does its best to let you know when you're veering off the track, or sliding the rear end, but none of this comes close to the kind of information you get while driving a real vehicle. And in a car like the Ford GT, that's vital information.
— 

### Маркетинг и релиз
Официальный анонс игры состоялся 13 мая 2003 года на выставке E3, где получила Награду Игровых Критиков: Лучшая гоночная игра. Представил игру создатель серии Кадзунори Ямаути. По его словам, в Gran Turismo 4 физический движок кардинально изменился в лучшую сторону, ровно как и поведение противников (игровой искусственный интеллект). Он также подтвердил многомесячные слухи о том, что в игре будет онлайн-режим, однако 24 сентября 2004 года во время Tokyo Game Show было объявлено о том, что онлайн-режим в игре представлен не будет. При этом в Polyphony Digital заявили, что онлайн-компонент появится в следующей игре серии Gran Turismo, предположительно в 2005 году. На выставке TGS2004 разработчики также представили новый игровой режим, который называется «B-spec».
Во время разработки техническая часть игры была приближена разработчиками к ещё большей реалистичности: Gran Turismo 4 поддерживает разрешения 480i, 480p, 576i и 1080i (последний доступен только в NTSC-версии), а также широкоформатный экран. Несмотря на то, что из игры убрали онлайн-составляющую, Gran Turismo 4 использует сетевой адаптер PlayStation 2, с помощью которого можно объединить до 6 приставок для игры в мультиплеер. Gran Turismo 4, как и её предшественник, поддерживает рули управления Logitech Driving Force Pro и GT Force. Поддержка ПК-совместимых рулей, которые неофициально работали в Gran Turismo 3, была убрана из Gran Turismo 4. Появилась также поддержка USB-накопителей и принтеров, которые можно использовать в режиме «Photo Mode».
При создании Gran Turismo 4 команда разработчиков снова выезжала на пересканировку реальных гоночных треков. По сравнению с прошлой игрой, Gran Turismo 3, в Gran Turismo 4 окружение трасс стало максимально приближенно к таковым в реальной жизни. Также корректировке подверглись многие повороты. Для максимально правильной передачи технических свойств поведения авто на дороге, при разных условиях, Кадзунори Ямаути и его команда тестировали большое количество машин. При этом каждому разработчику присваивалась определённая машина, на которой они проходили различные тесты с разными условиями. Такой личный опыт позволил сделать физический движок как можно более достоверным.
Выход Gran Turismo 4 состоялся 28 декабря 2004 года в Японии. В США игра вышла 22 февраля 2005 года, а в Европе — 9 марта того же года. Китайские, японские и корейские версии игры поставлялись вместе с 212-страничным руководством и уроками по основам вождения. В 2006 году вышла специальная версия игры под названием Gran Turismo 4 Online test version, целью который была проверка работоспособности онлайн-составляющей. Бета-тест прошёл до 1 сентября 2006 года. Полноценный онлайн ожидался в следующей игре — Gran Turismo 5.

## Музыка
В Азиатском релизе Gran Turismo 4, как и в прошлых выпусках, во время вступительного ролика звучит главная тема «Moon Over the Castle», сочинённая Масахиро Андо. Североамериканская версия включает отрезок композиции Андо вместе с редактированной версией «Panama» от Van Halen. В Европейской версии звучит трек «Reason is Treason» от Kasabian.
В игре представлено более 60 треков, которые покрывают широкий спектр исполнителей и жанров. Помимо известной музыки, для игры было записано 7 эксклюзивных треков, авторами которых являются: Skillz, Apollo 440, Bootsy Collins, Dieselboy, и Mr. Natural. Специально для Gran Turismo 4 Papa Roach, The Crystal Method, The Commodores, Джеймс Браун, Earth, Wind and Fire создали новые ремиксы своих хитов.
Альбом с саундтреком игры под названием Gran Turismo 4 Original Game Soundtrack вышел за 6 дней до японского и азиатского релиза самой Gran Turismo 4, 22 декабря 2004 года.
| №   | Название                                   | Музыка        | Длительность |
| --- | ------------------------------------------ | ------------- | ------------ |
| 1.  | «Moon Over The Castle (Orchestra Version)» | Масахиро Андо | 2:59         |
| 2.  | «Kiss You Good-bye»                        | Масахиро Андо | 3:35         |
| 3.  | «Get Closer»                               | Масахиро Андо | 4:06         |
| 4.  | «Freedom To Win»                           | Масахиро Андо | 4:13         |
| 5.  | «Nobody»                                   | Масахиро Андо | 3:57         |
| 6.  | «Green Monster»                            | Масахиро Андо | 3:30         |
| 7.  | «Drive You Crazy»                          | Масахиро Андо | 2:49         |
| 8.  | «Vette Lug»                                | Масахиро Андо | 2:59         |
| 9.  | «The Motorious Zone»                       | Исаму Охира   | 1:51         |
| 10. | «Hypnosis»                                 | Исаму Охира   | 1:49         |
| 11. | «An Old Bassman»                           | Исаму Охира   | 2:18         |
| 12. | «Mission Impossible»                       | Исаму Охира   | 1:39         |
| 13. | «Don’t Kick Yourself»                      | Исаму Охира   | 2:13         |
| 14. | «Be At Home»                               | Исаму Охира   | 2:27         |
| 15. | «From The East To The West»                | Исаму Охира   | 2:02         |
| 16. | «Endless Journey Ver.II»                   | Исаму Охира   | 1:41         |
| 17. | «Light Velocity Ver.II»                    | Исаму Охира   | 2:22         |
| 18. | «Horizon»                                  | Исаму Охира   | 2:01         |
| 19. | «It’s All About You»                       | Дайки Касё    | 4:56         |
| 20. | «Soul Surfer»                              | Дайки Касё    | 5:14         |
| 21. | «What To Believe»                          | Дайки Касё    | 6:26         |
| 22. | «Break Down»                               | Дайки Касё    | 5:51         |

## Оценки и мнения
| Сводный рейтинг       | Сводный рейтинг |
| Агрегатор             | Оценка          |
| --------------------- | --------------- |
| GameRankings          | 89,53 %         |
| Game Ratio            | 87 %            |
| Metacritic            | 89/100          |
| MobyRank              | 89/100          |
| Иноязычные издания    |                 |
| Издание               | Оценка          |
| 1UP.com               | A               |
| AllGame               | [ 28 ]          |
| Edge                  | 7/10            |
| Eurogamer             | 8/10            |
| Famitsu               | 39/40           |
| Game Informer         | 9,25/10         |
| GamePro               | 4,5/5           |
| GameRevolution        | B+              |
| GameSpot              | 8,9/10          |
| GameSpy               | 4,5/5           |
| GameZone              | 9,7/10          |
| IGN                   | 9,5/10          |
| OPM                   | 5/5             |
| Русскоязычные издания |                 |
| Издание               | Оценка          |
| «Страна игр»          | 9,5/10          |

Gran Turismo 4 получила высокие оценки от критиков. На сайтах Metacritic и GameRankings игра имеет средний балл в 89 %. Практически все журналисты отмечали высокое качество игровой графики, звуковых эффектов и физического движка. По состоянию на декабрь 2009 года, было отгружено 1,27 миллионов экземпляров игры в Японии, 3,04 миллиона в Северной Америке, 6,50 миллионов в Европе и 170 000 в Северо-восточной Азии, что в сумме составляет 10,98 миллионов экземпляров. Gran Turismo 4 заняла 5 место в топе «25 PS2-игр всех времён», составленном сайтом IGN. Игра также заняла 50 место в топе «100 игр всех времён» по версии читателей того же ресурса. От PlayStation Awards 2005 проект получил Платиновую награду.
На сайте AllGame игра получила высокую оценку в четыре с половиной звезды из пяти возможных. Обозреватель медийного ресурса IGN подвёл итог своего обзора словами: «GT4 — лучшее усовершенствование идей GT3, которое возможно на PS2. Приготовьтесь провести целые ночи и выходные за игрой, так как 50 долларов, заплаченные за игру, с лихвой отрабатываются ею же». Критик из GameSpot заметил: «Когда Gran Turismo 4 работает в полную силу, она доставляет высочайшее удовольствие, сравнимое только с несколькими играми этого поколения консолей». Обозреватель из 1UP.com написал, что, посвятив игре огромное количество свободного времени, он всё ещё не видел всего того, что предлагает Gran Turismo 4: «У меня в гараже находятся ярчайшие примеры из истории автомобилестроения, но у меня всё ещё нет многих желаемых машин, таких как Aston Martin DB9 и Cadillac Cien». Рецензент из Eurogamer назвал Gran Turismo 4 «Энциклопедией „Британника“ в автомобильном мире», с «более чем 700 особыми колёсами в качестве доказательства».
Журналисты отмечали отсутствие в игре реальных повреждений. Вместо видимых и физических повреждений, машина просто отскакивает от бордюров или от других автомобилей. Также была замечена возможность совершать нереалистичные сокращения, на таких трассах как Фудзи Спидвей 90, Driving Park Beginner Course и Сарте I и II, где водитель может полностью срезать шиканку напрямую, тем самым выигрывая гонку читерством. Ещё одной проблемой был назван недостаточный контроль машины и нереалистичная манёвренность. Игра подверглась критике и из-за отсутствия онлайн-игры, которая была обещана ещё на раннем этапе разработки, но была убрана ближе к концу релиза. Многие журналисты испытывали разочарование по поводу системы игрового ИИ противников, замечая, что «виртуальные гонщики будут двигаться по заданной линии пути, без малейшей заинтересованности в местоположении игрока». Это очень заметно в раллийных соревнованиях или миссиях, где даётся штрафное пенальти в 5 секунд за ударение других машин или барьеров, независимо от того, кто это сделал. Многие критики посчитали, что режим «B-Spec» мало добавляет интереса ко всей игре. Игра также вызвала нарекания за многочисленные ошибки чтения диска.